# رومیسا گلگی
رومیسا گلگی (انگلیسی: Rumeysa Gelgi؛ زادهٔ ۱ ژانویهٔ ۱۹۹۷) وکیل دادگستری، پژوهش‌گر و توسعه‌دهنده وب اهل ترکیه است، که با قد ۲۱۵ سانتی‌متر، قدبلندترین زن جهان می‌باشد.